# Bohinjska Bistrica
Bohinjska Bistrica je naselje u slovenskoj Općini Bohinju. Nalazi se u pokrajini Gorenjskoj i statističkoj regiji Gorenjskoj.

## Stanovništvo
Prema popisu stanovništva iz 2002. godine naselje je imalo 1.774 stanovnika.

## Vanjske poveznice

### Ostali projekti
|  | Zajednički poslužitelj ima još gradiva o temi Bohinjska Bistrica |